# Verbi inaccusativi
I verbi inaccusativi rappresentano un sottogruppo dei verbi intransitivi. L'altro sottogruppo è quello dei verbi inergativi. Inaccusativi e inergativi si distinguono per il diverso comportamento sintattico del soggetto: i soggetti dei verbi inaccusativi sono soggetti solo superficialmente e hanno in realtà i caratteri tipici dell'oggetto dei verbi transitivi, mentre i soggetti dei verbi inergativi quelli del soggetto.
Il termine "inaccusativo", attribuito al linguista britannico Geoffrey Keith Pullum, fu introdotto nella terminologia linguistica dallo studioso statunitense David M. Perlmutter (1978).

## Gli inaccusativi nelle diverse lingue
In italiano, un test sintattico per distinguere un verbo inaccusativo da un verbo inergativo consiste nella verifica del verbo ausiliare usato nei tempi composti: con i verbi inaccusativi si usa l'ausiliare essere (Paolo è caduto), mentre con gli inergativi l'ausiliare avere (Paolo ha dormito). Tale test dell'ausiliare è valido in diverse lingue germaniche (come il tedesco, il neerlandese, il danese, l'islandese) e produttivo in diverse lingue romanze, ad eccezione dello spagnolo e del portoghese (che usano sistematicamente gli ausiliari haber, 'avere', e ter, 'tenere', rispettivamente). In francese, l'uso di être ('essere') è assai più contenuto che in italiano.
L'italiano, tra le lingue romanze, vanta il maggior numero di verbi inaccusativi.

## Frase inaccusativa
La frase inaccusativa è un tipo di costruzione, strutturata generalmente attorno a un verbo inaccusativo, in cui il soggetto, oltre alle proprietà tipiche dei soggetti, ha anche le stesse proprietà sintattiche dell'oggetto diretto e occupa, nella frase, la sua stessa posizione, cioè si trova, come l'oggetto diretto, all'interno del sintagma verbale (SV):
[SV[VÈ arrivato] + [SNMatteo]].
A differenza dell'oggetto diretto, però, il soggetto delle frasi inaccusative non può essere pronominalizzato con un clitico accusativo: è per questo che, costruzioni di questo tipo, sono chiamate inaccusative.
È arrivato Matteo.
Lo è arrivato.

## Test sintattici in italiano
Le frasi inaccusative presentano alcune proprietà sintattiche (due delle quali specifiche del soggetto postverbale) che permettono di distinguerle dalle frasi accusative, ovvero quelle strutturate generalmente attorno a un verbo transitivo o inergativo.

### Nepartitivo
Dal punto di vista sintattico, il soggetto dei verbi inaccusativi presenta proprietà tipiche dell'oggetto diretto. In italiano, il pronome ne partitivo tipicamente sostituisce l'oggetto diretto (Hanno bevuto molta acqua → Ne hanno bevuta molta) e altrettanto agevolmente sostituisce il soggetto dei verbi inaccusativi (Sono venuti molti ospiti → Ne sono venuti molti). Il pronome ne non è invece utilizzabile con il soggetto dei verbi inergativi (Hanno passeggiato molte persone → *Ne hanno passeggiato molte).
La costruzione con ne partitivo non è ammessa con:
- un sintagma preposizionale (SP)

Dipende da molte persone.
Ne dipende da molte.
- un sintagma nominale (SP) che sia elemento extranucleare

Sono stato molti mesi in Inghilterra.
Ne sono stato molti in Inghilterra.
- un sintagma nominale (SN) che sia soggetto preverbale

Molti ospiti sono venuti.
Molti ne sono venuti.
La costruzione con ne partitivo è sempre possibile con un sintagma nominale che sia oggetto diretto:
Ho mangiato molti dolci.
Ne ho mangiati molti.
I soggetti postverbali delle frasi inaccusative possono essere pronominalizzati con il clitico ne perché si comportano come l'oggetto diretto di verbi transitivi e ne occupano la posizione all'interno del sintagma verbale (SV). Così, ad esempio:
[SV[VSono arrivati] + [SNmolti ospiti] ].
I soggetti postverbali di frasi inergative, invece, non possono essere pronominalizzati con il clitico ne, perché si comportano come i soggetti preverbali e occupano la loro stessa posizione all'esterno del SV, ma si collocano simmetricamente rispetto ad essi, poiché seguono il SV anziché precederlo:
[SVHanno passeggiato] + [SNmolte persone].

### Negenitivo
Oltre alla compatibilità con il ne partitivo, la frase inaccusativa e, in particolare il soggetto postverbale di questo tipo di frase, è compatibile anche con il ne genitivo.
Il ne genitivo è una costruzione che consiste nella sostituzione con il clitico ne di un SP (Sintagma preposizionale) introdotto da di, che è argomento di un SN (Sintagma nominale) con la funzione di oggetto diretto:
(17) 
```
a.Conosco l'autore 
di questo articolo

b. 
Ne
 conosco l'autore
```

La costruzione del ne genitivo è impossibile nel caso di un SP (18), di un SN extranucleare (19), di un soggetto preverbale (20) (proprio come con la costruzione del ne partitivo):
(18) 
```
a. Dipende dal figlio 
di Gianni

b. *
Ne
 dipende dal figlio
```

(19)
```
a. Sono arrivati la mattina 
della sua laurea

b. * 
Ne
 sono arrivati la mattina
```

(20)
```
a. Il prezzo 
della benzina
 aumenta rapidamente
b. *Il prezzo 
ne
 aumenta rapidamente
```

Il fatto che la costruzione del ne genitivo sia possibile, oltre che con l'oggetto diretto, anche con il soggetto postverbale di frasi inaccusative, come mostra l'esempio (21), conferma ulteriormente che il soggetto di frasi inaccusative ha le stesse proprietà sintattiche dell'oggetto diretto dei verbi transitivi.
(21) 
```
a. Sono arrivati i parenti 
del mio fidanzato

b. 
Ne
 sono arrivati i parenti
```

### Ausiliare
I verbi inaccusativi selezionano di norma l'ausiliare essere, un comportamento analogo a quello dei riflessivi (Si sono lavati) e dei pronominali (Si sono divertiti), e alle costruzioni passive e impersonali con il pronome si (Si è richiesti in portineria). Gli inergativi, invece, selezionano abitualmente avere.
Tale test sintattico è abbastanza certo in italiano, ma alcuni verbi possono selezionare entrambi gli ausiliari, in base alla diversa accezione. Ad esempio, Ho continuato il film e Il film è continuato.

### Participio assoluto
Il participio passato dei verbi inaccusativi può apparire in una costruzione assoluta con il soggetto posposto, mentre quello degli inergativi non ha questa proprietà. Questo comportamento degli inaccusativi è associabile a quello dei verbi transitivi.
Così, ad esempio, con il verbo inaccusativo arrivare:
Arrivato Luca, partimmo immediatamente.
Con il verbo transitivo scrivere:
Scritta la lettera, partii immediatamente.
Con il verbo inergativo dormire risulta invece una frase incongrua:
Dormito il bambino, ci allontanammo.

### Participio con valore attributivo
Il participio passato dei verbi inaccusativi può assumere valore di attributo o modificatore aggettivale del soggetto (Il treno arrivato poco fa è vuoto), mentre quello dei verbi inergativi no. Tale uso attributivo è tipico anche del participio dei verbi transitivi, nel qual caso è l'oggetto che viene modificato (Il quadro rubato è stato ritrovato).

### Soggetto postverbale
I verbi inaccusativi presentano soggetto postverbale in costruzioni non marcate.
Sono arrivati i ragazzi.
Sono partiti tutti.
È morto il presidente.
Hanno dormito i bambini.
In alcuni casi il soggetto preverbale dà frasi percepite come incongrue:
La luce è mancata.
È mancata la luce.
Le ragioni della non marcatezza di costrutti con soggetti postverbali possono essere di ordine sintattico, semantico o pragmatico. Questa proprietà, che risulta controversa e piuttosto discussa dagli studiosi, si iscrive nella più generale analogia tra il soggetto dei verbi inaccusativi e l'oggetto dei verbi transitivi: la posizione postverbale è infatti naturale per l'oggetto dei verbi transitivi. Il soggetto dei verbi inaccusativi può però trovarsi facilmente anche in posizione preverbale (come in Marco arriva subito) e può altresì trovarsi in posizione postverbale con verbi che non sono inaccusativi (come in Ha telefonato Claudio, Lo fanno tutti, Me l'ha detto lui, Pago io ecc.). In questi ultimi casi, il soggetto postverbale è giustificato da considerazioni pragmatiche e testuali. In particolare, mentre il soggetto preverbale è considerato il tema di default, in quanto offre l'informazione data (cioè non nuova) o "informazione tematica", la posposizione del soggetto presenta quest'ultimo come "portatore di informazione nuova [...] inattesa o rilevante" (Bonvino).
L'esempio dei Placiti cassinesi (Sao ko kelle terre per kelle fini que ki contene trenta anni le possette parte Sancti Benedicti) mostra che la costruzione marcata VS (verbo-soggetto), con parte Sancti Benedicti soggetto, è presente fin dagli inizi della lingua italiana. Tale fenomeno è del resto presente in molte lingue; nelle lingue romanze esso obbedisce agli stessi meccanismi visti per l'italiano.

## Proprietà semantiche
Dal punto di vista semantico, i verbi inaccusativi esprimono in genere cambiamenti di stato repentini e non volontari (proprietà della non-agentività), come per cadere, guarire, esplodere, sparire, morire, ma anche cambiamenti di posizione con moto direzionato (andare, arrivare, salire, uscire, fuggire ecc.). Un cambiamento di stato implica la presenza di un telos (un punto in cui l'azione culmina o si realizza repentinamente e giunge a compimento) e quindi il tratto azionale della telicità. Gli inaccusativi possono esprimere anche stati (giacere, rimanere, sedere, sapere, amare ecc.) o eventi (accadere, avvenire, occorrere, succedere, capitare ecc.).
I verbi inergativi sono invece generalmente associati alle proprietà dell'agentività (cioè la presenza espressa di un agente e di attività intenzionali, come per lavorare, camminare, nuotare, passeggiare, parlare ecc.) e dell'atelicità (le attività descritte da questi verbi non sono associabili ad un telos). I verbi inergativi esprimono anche funzioni o reazioni del corpo al di fuori del controllo dell'agente (dormire, russare, respirare, piangere, tremare ecc.).
La non-agentività dei verbi inaccusativi, cioè il fatto che con questi verbi il ruolo semantico di agente non venga realizzato né sintatticamente né semanticamente, viene messa in evidenza nel caso di verbi che hanno sia una variante transitivo-causativa, sia una variante inaccusativa: nella versione causativa (Marco ha aumentato il prezzo), il soggetto ha il ruolo semantico di agente o strumento; nella versione inaccusativa (Il prezzo è aumentato), il soggetto ha il ruolo semantico di oggetto e il ruolo di agente non viene realizzato.
La telicità dei verbi inaccusativi, cioè il fatto che essi descrivano un'azione che si conclude con un risultato, col raggiungimento di una meta, è messa in evidenza nel caso di verbi che hanno sia una versione inergativa sia una versione inaccusativa:
L'aereo ha volato tutta la mattina.
L'aereo è volato a Parigi.
Verbi come volare, se usati come verbi inergativi, sono continuativi e quindi atelici, poiché l'evento non ha come scopo il raggiungimento di una meta (come mostra il complemento di tempo tutta la mattina); se usati come verbi inaccusativi, sono risultativi e quindi telici (come mostra la presenza di a Parigi).

## Classificazione
Esistono diverse classi in cui il gruppo dei verbi inaccusativi può essere suddiviso:
- verbi inaccusativi semplici: hanno solo la variante inaccusativa in cui non compare il clitico riflessivo si.
  - Ad esempio: arrivare, partire, morire, scoppiare, cadere, scendere ecc.
- verbi inaccusativi pronominali: hanno solo la variante inaccusativa, accompagnata obbligatoriamente dal clitico riflessivo si.
  - Ad esempio: arrabbiarsi, pentirsi, vergognarsi, avvalersi, disperarsi ecc.
- verbi inaccusativi semplici e pronominali: hanno sia la variante semplice, sia quella pronominale.
  - Ad esempio: dispiacere/dispiacersi, sedere/sedersi ecc.
- verbi inaccusativi e inergativi: hanno una o più varianti inaccusative (semplici e/o pronominali) e una inergativa.
  - Ad esempio: piovere, nevicare, squillare, rimbalzare ecc.
- verbi inaccusativi e transitivi: hanno una o più varianti inaccusative (semplici e/o pronominali) e una transitiva.
  - Ad esempio: affondare, guarire, cuocere, ingrassare, aumentare, asciugare/asciugarsi, rompere/rompersi, riempire/riempirsi ecc. Si vedano le due frasi Marco ha aumentato il prezzo e Il prezzo è aumentato. Quando verbi di questo tipo vengono usati nella variante transitiva (ha aumentato), alla frase si dà un'interpretazione causativa, perché il soggetto (Marco), che ha il ruolo di agente o strumento, causa un'azione che ricade sull'oggetto diretto (il prezzo); l'uso inaccusativo di questi verbi viene detto "uso medio". Nel passaggio dalla variante transitiva a quella media, l'oggetto diretto del verbo causativo (il prezzo) diventa il soggetto del verbo inaccusativo, mentre il ruolo semantico di agente o strumento non viene realizzato né a livello sintattico, né a livello semantico.
- verbi transitivi, inaccusativi (semplici e/o pronominali) e inergativi: hanno una variante transitiva, una inaccusativa e una inergativa.
  - Ad esempio: continuare, bruciare/bruciarsi ecc. Si vedano le frasi Maria ha bruciato il pollo (transitivo), Il pollo è bruciato in cinque minuti (inaccusativo semplice), Il pollo si è bruciato (inaccusativo pronominale), Il pollo ha bruciato per ore (inergativo).

## Tipi di costruzioni inaccusative
Oltre alla frase inaccusativa strutturata attorno ad un verbo inaccusativo, esistono almeno altri due tipi fondamentali di costruzione inaccusativa, che hanno le stesse proprietà tipiche delle frasi costruite con verbi inaccusativi, come la possibilità di pronominalizzare il soggetto postverbale con il clitico ne.
Sono costruzioni inaccusative:
- La costruzione passiva (27) e quella del si passivo (28):

(27)
```
a. Sono stati mangiati 
molti dolci

b. 
Ne
 sono stati mangiati molti
```

(28)
```
a. Si sono fatte 
molte spese

b. Se 
ne
 sono fatte molte
```

La corrispondenza tra soggetto della costruzione inaccusativa e oggetto diretto è rintracciabile anche nel fatto che, sia il soggetto della frase passiva, sia il soggetto del si passivo, corrispondono all'oggetto diretto della frase attiva e possono essere sostituiti entrambi (in posizione postverbale) con il clitico ne.
Dal punto di vista semantico, tuttavia, esistono delle differenze tra la frase inaccusativa e la costruzione passiva: la costruzione passiva implica necessariamente il ruolo di causa o agente che può, facoltativamente, essere espresso con un SP introdotto da da (29a); la frase inaccusativa, invece, non implica l'esistenza di un agente o una causa (29b), anche se alcuni verbi inaccusativi ammettono l'esistenza e l'espressione del ruolo semantico di causa tramite un SP introdotto da per (29c):
(29)
```
a. La nave è stata affondata 
dai pirati

b. *La nave è affondata 
dai pirati

c. La nave è affondata 
per l'esplosione
```

- Alcuni aggettivi come famoso, noto, possibile, accompagnati da essere o da un verbo copulativo:

(30) 
```
a. Sono possibili 
molti terribili risvolti

b. 
Ne
 sono possibili molti
```